# Kevin Gameiro
Kevin Gameiro (Senlis, 9 de maio de 1987) é um ex-futebolista francês que atuava como atacante.

## Títulos
Paris Saint-Germain
- Campeonato Francês: 2012–13

Sevilla
- Liga Europa: 2013–14, 2014–15, 2015–16

Atlético de Madrid
- Copa Audi: 2017
- Liga Europa da UEFA: 2017–18

Valencia
- Copa do Rei: 2018–19

### Prêmios individuais
- 59º melhor jogador do ano de 2016 (The Guardian)[1]
- 37º melhor jogador do ano de 2016 (Marca)[2]